# Iván Podiómov
Iván Podiómov (29 de abril de 1986, Arcángel, Unión Soviética) es un oboísta ruso y ha sido oboísta principal de la Orquesta Concertgebouw holandesa desde 2014.

## Biografía
Nació en Arcángel, Rusia, y comenzó su formación musical a los seis años en Moscú en la Escuela Estatal de Música Gnessin, estudiando flauta dulce con Ivan Pushechnikov, con quien también estudió oboe desde 1996 hasta su graduación en 2003. Entre 2006 y 2011 Ivan Podjomov estudió en Conservatorio de Ginebra con Maurice Bourgue.
En 2009 debutó con la Filarmónica de Berlín para Deutschlandradio Kultur con la Orquesta Sinfónica Alemana de Berlín. A esto le siguieron recitales y conciertos solistas en el Auditorio del Louvre de París, en el Festival de Lucerna, en el Festival de Salzburgo, en el Festival de Radio France y Montpellier Languedoc-Rosellón, en el Festival de Música de Europa Central y en el Festival de Mecklemburgo-Pomerania Occidental .
De 2014 a 2016, Podiómov fue oboísta principal de la Orquesta Sinfónica de Bamberg. Desde 2016 es oboísta principal de la Orquesta Real del Concertgebouw.
Ha actuado con diversas orquestas como la Orquesta Sinfónica de la Radio de Baviera, la Orquesta de Cámara de Múnich, el Collegium Musicum Basel, la Academia de Cámara de Potsdam, la Filarmónica de Pilsen, la Filarmónica de Neubrandenburg y la Orquesta Sinfónica de Hof. Ivan Podiómov ha actuado como solista y músico de cámara en el Konzerthaus de Berlín, el Konzerthaus de Viena, el Rudolfinum de Praga, el Herkulessaal y el Prinzregententheater de Múnich. Toca en numerosos festivales de música como la Primavera de Praga, los Conciertos de Verano de Brandeburgo, el Festival de Música de Cámara ARD, el Festival de Música de Verano de Nymphenburg y en grabaciones de compañías de radio en Alemania, la República Checa y Rusia. Además, Ivan Podiómov es invitado regularmente como oboísta invitado principal por orquestas como la Orquesta Sinfónica de la Radio de Frankfurt, la Orquesta Sinfónica de la Radio de Stuttgart o la Orquesta Filarmónica Nacional de Rusia.

## Premios y reconocimientos
Ivan Podiómov ha ganado numerosos premios y concursos musicales: a la edad de once años ganó el primer premio del concurso Jóvenes Músicos de Moscú de la televisión rusa. En 1998 fue ganador del Concurso de Jóvenes Oboístas de Moscú y del Concurso de Conjuntos de Instrumentos de Viento de Moscú, así como el laureado más joven del concurso Concertino Praga. En 2005 ganó el primer premio en el Concurso Internacional Rimski-Kórsakov de San Petersburgo.
Es el ganador del segundo premio del Concurso Internacional de Música ARD en 2007 y 2011  en Munich, ganador del Concurso Internacional de Música del Festival de Primavera de Praga en 2008 y del concurso internacional de oboe en Karuizawa en 2009. También recibió premios especiales de la Fundación Pro Harmonia Mundi y de la Fundación Bohuslav Martinů. En 2010, Podiómov recibió el Premio del Público en el concurso internacional de música Concurso Internacional de música de Ginebra.